# Can Sans (Lliçà de Vall)
Can Sans és una masia de Lliçà de Vall (Vallès Oriental) inclosa a l'Inventari del Patrimoni Arquitectònic de Catalunya.

## Descripció
El cos principal està envoltat de nombroses dependències i a més té un cos adossat una mica més baix. En aquest cos és on es desenvolupa la vida quotidiana, mentre que l'edifici principal està condicionat a funcions auxiliars. Es tractava d'una masia a dues aigües amb el carener descentrat. Actualment l'edifici principal té un ràfec a mena de cobert, i a la part adossada la porta és d'arc escarser de pedra.

## Història
Aquesta masia ja estava fogatjada durant el segle xvi. La proximitat amb l'antic Castell de Lliçà fa possible suposar que l'assentament fos anterior.